# Puccinia chloridis
Puccinia chloridis ist eine Ständerpilzart aus der Ordnung der Rostpilze (Pucciniales). Der Pilz ist ein Endoparasit von Seidenpflanzengewächsen sowie der Süßgrasgattungen Bouteloua, Chloris und Trichloris. Symptome des Befalls durch die Art sind Rostflecken und Pusteln auf den Blattoberflächen der Wirtspflanzen. Sie ist in Nord- und Südamerika verbreitet.

## Merkmale

### Makroskopische Merkmale
Puccinia chloridis ist mit bloßem Auge nur anhand der auf der Oberfläche des Wirtes hervortretenden Sporenlager zu erkennen. Sie wachsen in Nestern, die als gelbliche bis braune Flecken und Pusteln auf den Blattoberflächen erscheinen.

### Mikroskopische Merkmale
Das Myzel von Puccinia chloridis wächst wie bei allen Puccinia-Arten interzellulär und bildet Saugfäden, die in das Speichergewebe des Wirtes wachsen. Die Aecien des Pilzes besitzen 18–26 × 16–23 µm große, hyaline Aeciosporen. Die orangen Uredien der Art wachsen zumeist oberseitig auf den Blättern der Wirtspflanze. Ihre hellgelben bis farblosen Uredosporen sind für gewöhnlich breit eiförmig bis kugelig, 18–23 × 16–22 µm groß und fein stachelwarzig. Die blattunterseitig wachsenden Telien der Art sind schwärzlich und pulverig. Die haselnussbraunen Teliosporen des Pilzes sind zweizellig, in der Regel langellipsoid und 26–40 × 16–25 µm groß. Ihre Stiele sind goldbraun und bis zu 100 µm lang.

## Verbreitung
Das bekannte Verbreitungsgebiet von Puccinia chloridis reicht von Argentinien bis in die südlichen USA.

## Ökologie
Die Wirtspflanzen von Puccinia chloridis sind für den Haplonten Seidenpflanzen (Asclepias spp.), Matelea-Arten und der Orchideengattung Sarcostoma sowie Bouteloua-, Chloris- und Trichloris-Arten für den Dikaryonten. Der Pilz ernährt sich von den im Speichergewebe der Pflanzen vorhandenen Nährstoffen, seine Sporenlager brechen später durch die Blattoberfläche und setzen Sporen frei. Die Art verfügt über einen Entwicklungszyklus mit Telien, Uredien, Spermogonien und Aecien und macht einen Wirtswechsel durch.